# El Mollar
El Mollar is een plaats in het Argentijnse bestuurlijke gebied Tafí del Valle in de provincie  Tucumán. De plaats telt 3.795 inwoners.

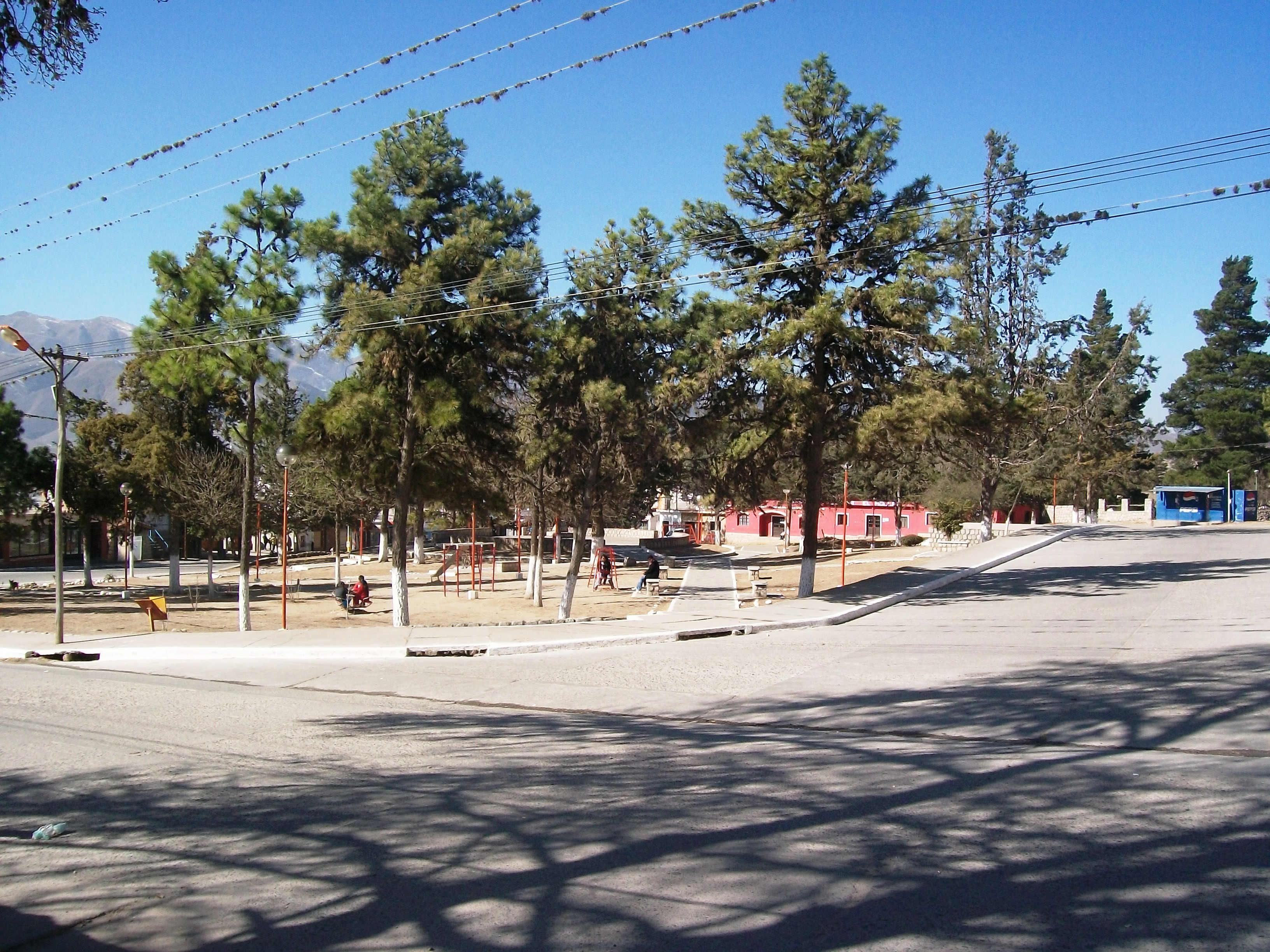
Centrum van El Mollar